# 에이미 스투트
에이미 스투트(Amy Studt, 1986년 3월 22일 ~ )는 잉글랜드의 싱어송라이터이다.